# Syndicat des travailleurs et travailleuses des postes
 (septembre 2022).
Si vous disposez d'ouvrages ou d'articles de référence ou si vous connaissez des sites web de qualité traitant du thème abordé ici, merci de compléter l'article en donnant les références utiles à sa vérifiabilité et en les liant à la section « Notes et références ».
Le Syndicat des travailleurs et travailleuses des postes (STTP, en anglais : Canadian Union of Postal Workers) est un syndicat canadien représentant les employés de Postes Canada en plus d'autres employés du secteur de la livraison au Canada. Il fut fondé en 1965 pour remplacer l'Association des employés des postes du Canada.

## Organisation

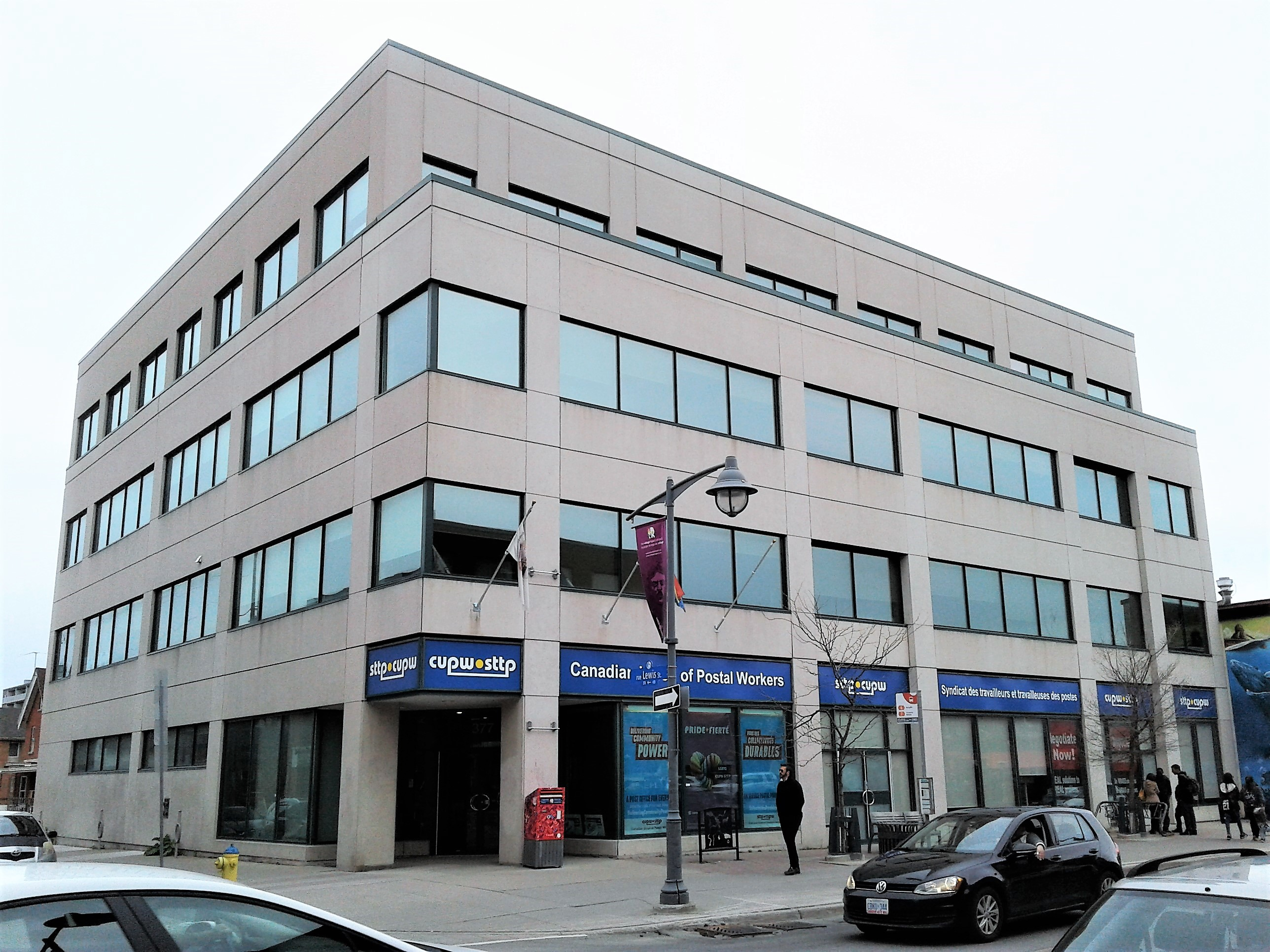
Bureau national du STTP
377, rue Bank, Ottawa

Le Congrès national, composé de délégués locaux élus, est l'autorité suprême au sein du STTP. Il se réunit tous les 4 ans.

## Histoire
Le STTP compte actuellement près de 54000 membres. Le syndicat était avant 1965 l’Association canadienne des employés des Postes qui était elle-même le résultat de la fusion entre la Dominion Postal Clerks Association, la Dominion Railway Mail Clerks' Federation et la Mail Porters Association en 1928.
Le premier conflit de travail du STTP était une grève « illégale » en 1965. À l’époque, les employés du secteur public canadien n’avaient pas le droit de grève ou le droit de former un syndicat. Il s’agissait de la plus grande grève illégale d’employés du gouvernement. Cette grève fut importante pour l’ensemble de la fonction publique canadienne. Elle permit aux employés du secteur public fédéral de se syndiquer.
Plusieurs autres conflits de travail, comme la grève de 1968 et une série de débrayages en 1970 ont permis aux employés des postes d’obtenir des hausses salariales. D’autres grèves en 1974 et 1975 ont permis d’obtenir la sécurité d’emploi face aux transformations technologiques. Une grève en 1978 a entrainé l’emprisonnement du président du STTP Jean-Claude Parrot pour avoir défié une loi spéciale de retour au travail sanctionnée par le parlement canadien. Cet acte de défiance avait entraîné des tensions au sein du Congrès canadien du travail. En 1981, après une autre grève, le STTP devient les premiers travailleurs du secteur public fédéral à bénéficier du congé de maternité.
En 1981, Postes Canada est devenu une société de la couronne, une demande qui avait été formulée par le STTP qui croyait à l’époque qu’une société de la couronne gouvernée par le Code du travail du Canada améliorait les relations avec le syndicat. Depuis, les grèves furent moins fréquentes. En 1987 et 1991, deux grèves contre la privatisation des comptoirs postaux se sont terminées par l’adoption de lois spéciales et par l’utilisation de briseurs de grève.
En 2003, le STTP réussit à syndiquer et intégrer près de 6000 factrices et facteurs ruraux et suburbains (FFRS). Leurs conventions collectives étaient indépendantes des conventions collectives du STTP avec Postes Canada. Les FFRS était auparavant considérés comme des sous-traitants et non comme des employés de Postes Canada.
Le 3 juin 2011, le STTP commence une série de grèves tournantes contre Postes Canada. Le 14 juin 2011, annonce la mise en lockout des membres du STTP. Le lockout se termine le 27 juin 2011 après la sanction d’une loi spéciale qui rend illégaux les débrayages. 